# Ludovic Legré
Ludovic Legré, né à Marseille le 22 juin 1838, et mort dans la même ville le 11 mai 1904, est un avocat et botaniste français, défenseur de la langue provençale.

## Biographie
Ludovic Legré est issu d'une famille bourgeoise de riches négociants marseillais. Élève brillant, il commence ses études de droit à Aix-en-Provence et les termine à Paris. Avocat à Aix-en-Provence, il est élu bâtonnier de l'Ordre en juillet 1886 et donne le 12 février 1887 un dîner officiel dans la maison qu'il habite au boulevard Longchamp pour célébrer le début de son bâtonnat. Il plaide dans des procès retentissants, notamment à propos d'une intéressante question de propriété artistique concernant le Palais Longchamp : il défend victorieusement l'architecte Henri-Jacques Espérandieu contre le sculpteur Auguste Bartholdi pour la conception et l'ordonnance de cet édifice. 
Esprit curieux de toutes les disciplines, il est également botaniste ainsi qu'un historien de cette science. Il constitue un herbier et découvre également des plantes qui, signalées par les traités antérieurs, n'avaient pas été retrouvées dans les Bouches-du-Rhône, comme la Fraxinelle (Dictamnus albus). Legré sillonne la Provence dans tous les sens ; il herborise ainsi aux environs d'Allos en juillet 1893. En juillet 1897, il décide de retrouver le vallon du Dragon que Garidel et Tournefort avaient explorés deux siècles auparavant. Il herborise également dans les Alpes de Haute-Provence de 1886 à 1895. Par ailleurs, sa correspondance avec Frédéric Mistral montre la part importante qu'il prit dans la préparation de l'herbier pour le Museon Arlaten. Il publie plusieurs ouvrages sur la botanique en Provence au XVIe siècle. Il fait ainsi revivre la mémoire de savants oubliés comme le médecin Hugues de Solier et le pharmacien Jacques Raynaudet. Il recherche les traces du passage en Provence de grands botanistes tels que Charles de L'Écluse, Louis Anguillara, Pierre Belon, Leonhard Rauwolf, Jean Bauhin, Gaspard Bauhin, Félix Platter et Thomas Platter.
Ludovic Legré, parlant couramment le provençal, joue également un rôle important dans l'histoire du félibrige. Ami intime de Frédéric Mistral et de Théodore Aubanel, son rôle est parfois décisif : c'est lui qui pousse Mistral venant d'écrire Mireille, à se rendre à Paris. Il l'invite dans sa résidence parisienne et l'incite à rencontrer Alphonse de Lamartine qui, enthousiasmé par la lecture de Mireille, contribuera grandement à la renommée de Mistral. L'échange de correspondances entre les deux amis est riche d'enseignements. Legré est également l'ami d'Aubanel qui le fera exécuteur testamentaire en ce qui concerne ses œuvres littéraires.
Le 15 mai 1870, Ludovic Legré est élu à l'Académie de Marseille et prononce son discours de réception le 7 avril 1870. Il joue un rôle important dans la candidature de Frédéric Mistral à cette société savante. Ce ne fut pas chose facile car l'écrivain de langue d'oc avait refusé à cinq reprises d'être candidat à l'académie française - temple il est vrai de la langue d'oïl. Ludovic Legré insiste à de nombreuses reprises auprès de son ami. Il lui écrit par exemple le 17 avril 1884 « Je sors d'une séance de l'Académie [de Marseille] où il a été longuement question de toi. Si j'étais à ta place, je serais joliment flatté d'avoir inspiré  une telle passion à cette vieille douairière ». Frédéric Mistral finit par accepter. Il est élu à l'académie de Marseille le 18 février 1886 et prononce son discours de réception consacré à la mémoire de Théodore Aubanel le 13 février 1887. Il n'oublie cependant pas d'évoquer son amitié avec Ludovic Legré avec cette exclamation : « Oh Ludovic Legré ! rappelle-toi le temps où, comme nous autres, tu faisais des vers et des vers provençaux... Le temps où, enflammés, ivres de lumière, nous courions à pied ensemble les coteaux de Gémenos, de Cassis, de Ceyreste, et où tu m'initiais aux splendeurs sereines de ta Provence maritime ». Ludovic Legré sera le secrétaire perpétuel de l'Académie de Marseille de 1902 jusqu'à sa mort survenue le 11 mai 1904, année où son ami Frédéric Mistral obtiendra le Prix Nobel de littérature.

## Publications
- Ludovic Legré. Une chasse au chamois. Marseille, Typographie Veuve Marius Olive, 1868, 28 pages.
- Ludovic Legré, La Sardaigne. Impressions de voyage d’un chasseur marseillais., E. Jouve et Cie, 1881, 266 p. (BNF 30779172, lire en ligne).
- Ludovic Legré, Une question de propriété artistique : la vérité sur le palais de Longchamp, Paris, Ducher, 1884, 126 p. (BNF 30779174).
- Ludovic Legré, La botanique en Provence au XVIe siècle. Pierre Pena et Mathias de Lobel., Marseille, Barlatier, 1899, 264 p. (OCLC 9205009, BNF 34169441, lire en ligne).
- Ludovic Legré, La botanique en Provence au XVIe siècle. Hugues de Solier, Marseille, Barlatier, 1899, 47 p. (OCLC 9204804, BNF 34182296).
- Ludovic Legré, La botanique en Provence au XVIe siècle. Léonard Rauwolff et Jacques Raynaudet, Marseille, H. Aubertin et G. Rolle, 1900, 511 p. (OCLC 9204811, lire en ligne).
- Ludovic Legré, La botanique en Provence au XVIe siècle. Félix et Thomas Platter, avec extraits relatifs à la Provence des mémoires de Félix et Thomas Platter traduits de l'allemand par Kieffer, Marseille, H. Aubertin et G. Rolle, 1900, 196 p. (OCLC 9205020, BNF 30680764, lire en ligne).
- Ludovic Legré, La botanique en Provence au XVIe siècle. Louis Anguillara, Pierre Belon, Charles l'Escluse, Antoine Constantin, Marseille, H. Aubertin et G. Rolle, 1901, 196 p. (OCLC 9204800, lire en ligne).
- Ludovic Legré, La botanique en Provence au XVIe siècle. Les deux Bauhin, Jaen-Henri Charler et Valerand Dourez, Marseille, H. Aubertin et G. Rolle, 1904, 118 p. (OCLC 805504251).

## Hommages
Une rue de Marseille porte son nom ainsi qu'une espèce d'arbres, le Sorbier de Legré (Hedlundia legrei), endémique des Alpes françaises, dont il fut le premier découvreur.